# شن‌زار بزرگ باختری
شنزار بزرگ باختری (به عربی: العرق الغربی الکبیر) دومین صحرا در الجزایر پس از شن‌زار بزرگ خاوری است که در جنوب غربی الجزایر واقع شده‌است و مساحت آن بیش از ۸۰۰۰۰ کیلومتر مربع است و شامل تپه‌های شنی است که تا ۳۰۰ متر طول دارند. این منطقه در جنوب و جنوب شرق فلات بزرگ تا دمایت است، و از غرب به صحرای ساوره و صحرای راوی، و از شمال شرق به رشته کوه‌های اطلس کویری منتهی می‌شود، میانگین بارش سالانه در آن از ۲۵ سانتی‌متر در سال تجاوز نمی‌کند و در محدوده آن هیچ روستا یا مناطق مسکونی که به آن راه داشته باشد وجود ندارد. صحرای بزرگ غربی ۵۰۰ متر بالاتر از سطح دریا واقع شده‌است.

## موقعیت جغرافیایی
شنزار بزرگ باختری یک منطقه بیابانی طبیعی است که سالانه کمتر از ۵۰ میلی‌متر (۱٫۹۶ اینچ) باران در آن می‌بارد. این منطقه تقریباً خالی از سکنه است و هیچ روستاها یا مناطق مسکونی که به آن راه داشته باشد، وجود دارد.